# Lia Carvalho

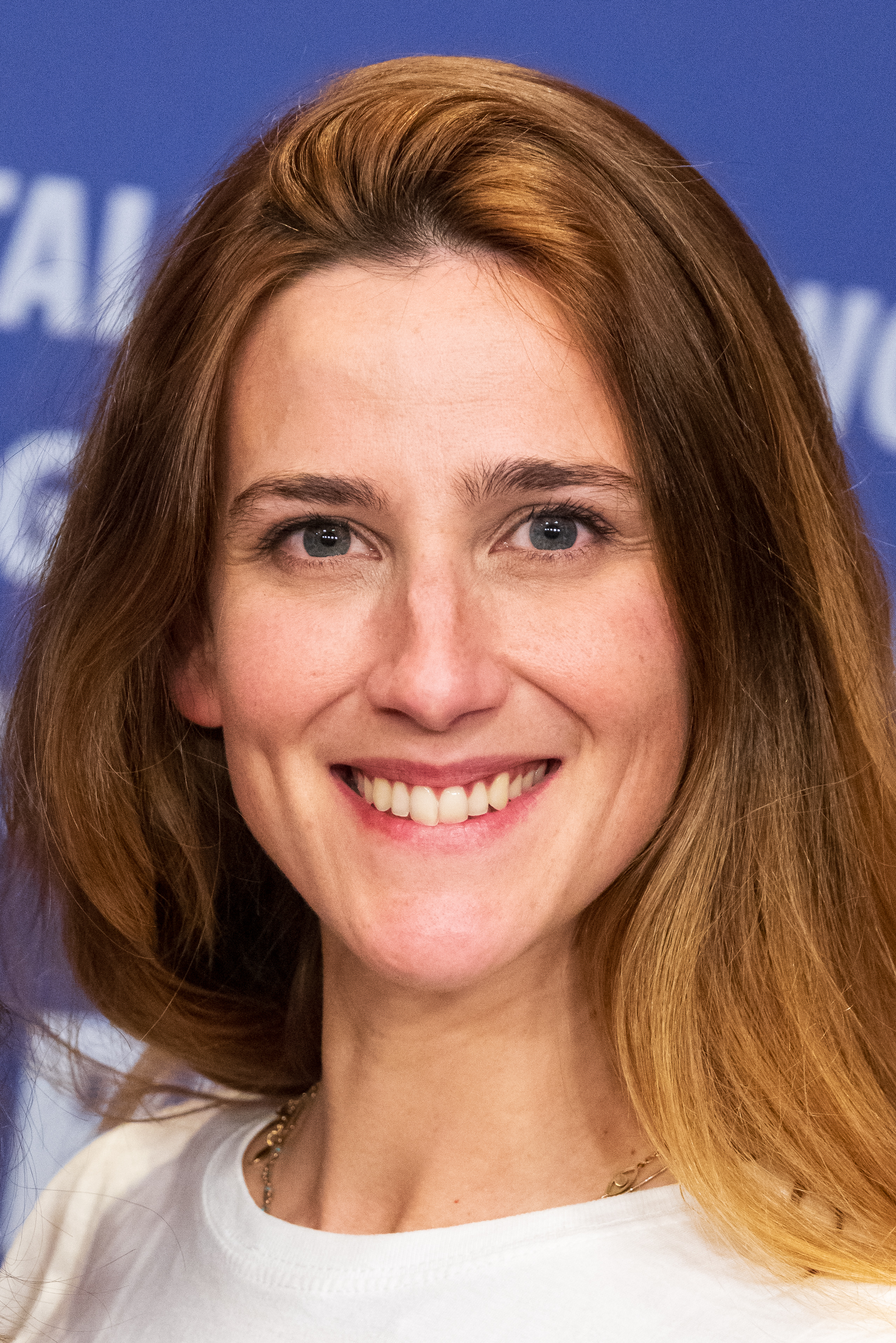
Lia Carvalho, 2023

Lia Correia Carvalho (* 8. Mai 1990 in Lissabon) ist eine portugiesische Fernseh-, Film- und Theater-Schauspielerin.

## Leben
Von 2005 bis 2008 absolvierte sie eine Ausbildung an der Theaterschule von Cascais, der Escola Profissional de Teatro de Cascais. Später begann sie ein Studium an der Lissabonner Film- und Theaterhochschule Escola Superior de Teatro e Cinema, wo sie 2017 ihren Abschluss in der Fachrichtung Theaterschauspiel machte. Seit 2008 arbeitet sie bereits als Theaterschauspielerin.
Nachdem sie 2009 für die populäre Jugendserie Morangos Com Açúcar gecastet wurde, nahm ihre Bekanntheit zu. Die anhaltende Popularität der Serie führte 2012 zum Kinofilm Morangos Com Açúcar – O Filme, der mit über 238.000 Zuschauern sehr erfolgreich war und seither zu den erfolgreichsten portugiesischen Filmen seit 2004 zählt. Dies war ihr Einstieg in das Kino und ihr bislang öffentlichkeitswirksamster Kinoauftritt.
Danach gab ihr das portugiesische Kino weitere Rollen. Für ihre Rolle in Patrícia Sequeiras Erfolgsfilm Bem Bom, der 2021 unter dem Titel Doce auch als 7-teilige Miniserie ins Fernsehen kam, war sie als Beste Schauspielerin u. a. für die Prémios Sophia und den Globo de Ouro nominiert, zwei der wichtigsten Filmpreise in Portugal.
Das Fernsehen blieb aber, vor Kino und Theater, weiter ihr Hauptbetätigungsfeld, wo sie in einer Vielzahl Fernsehserien und Telenovelas mitspielte.

## Filmografie
- 2009–2011: Morangos Com Açúcar (Jugendserie, 593 Folgen)
- 2010: Morangos Com Açúcar: Concerto Final (Fernsehfilm)
- 2012: Morangos Com Açúcar – O Filme; Regie: Hugo de Sousa
- 2012–2013: Doce Tentação (Telenovela, 361 Folgen)
- 2013: Sol de Inverno (Telenovela, 2 Folgen)
- 2013: Sangue Frio (Fernsehserie, 1 Folge)
- 2013: Lar Doce Lar (Kurzfilm); Regie: Renato Fernandes
- 2014: I'm Not Playing Games Here (Kurzfilm); Regie: Gonçalo Castelo Soares
- 2014–2015: Água de Mar (Fernsehserie, 216 Folgen)
- 2015: I love it (Fernsehserie, 2 Folgen)
- 2015: Amor Impossível; Regie: António-Pedro Vasconcelos
- 2015–2016: Poderosas (Telenovela, 296 Folgen)
- 2016: O lugar que ocupas; Regie: Pedro Filipe Marques
- 2017: Filha da Lei (Fernsehserie, 2 Folgen)
- 2017: Verão Danado; Regie: Pedro Cabeleira
- 2017–2018: Paixão (Telenovela, 213 Folgen)
- 2019: Lisboa Azul (Miniserie, 8 Folgen)
- 2019–2020: Terra Brava (Telenovela, 2 Folgen)
- 2021: Bem Bom; Regie: Patrícia Sequeira (als Doce auch 7-teilige Miniserie)
- 2022: Volto Já (Miniserie, 2 Folgen)
- 2022: Vadio; Regie: Simão Cayatte
- 2023: Mal Viver; Regie: João Canijo
- 2023: Viver Mal, Regie: João Canijo